# Метспалу, Андрес

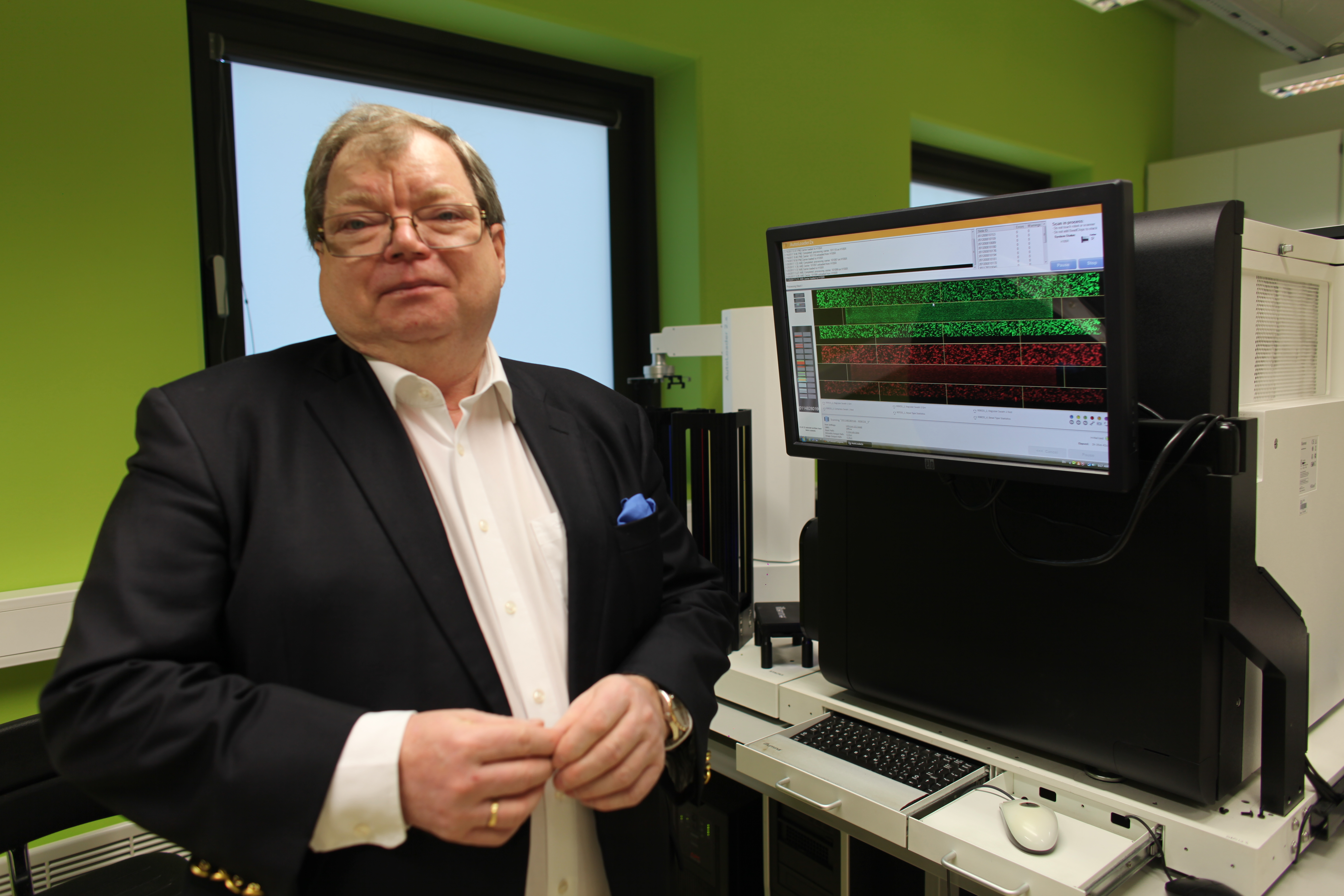
Андрес Метспалу (2017)

Андрес Метспалу (эст. Andres Metspalu; 11 мая 1951, Ляэне-Вирумаа) — эстонский генетик, член Эстонской академии наук. Почётный гражданин Тарту. Лауреат Премии Балтийской ассамблеи в области науки (2017).

## Биография
Метспалу родился 11 марта 1951 года в уезде Ляэне-Вирумаа. В 1969 году он окончил среднюю школу в  посёлке Ракке. В 1976 году окончил медицинский факультет Тартуского университета. В 1979 году он получил звание кандидата наук по молекулярной биологии в Институте молекулярной генетики Национальной академии наук Украины в Киеве. Его работа была посвящена структуре и функциям рибосом эукариот.
С 1976 до 1980 года Метспалу работал младшим научным сотрудником лаборатории молекулярной биологии в Тартуском университете. С 1981 до 1982 года он был членом IREX в Колумбийском университете. Он вернулся в лабораторию молекулярной биологии на должность младшего научного сотрудника, а с 1985 по 1992 года был руководителем лаборатории выделения генов в Тартуском университете. С 1986 по 1992 год, он был главой отдела исследований Эстонского биоцентра. В течение этого периода он также посещал Институт молекулярной генетики Макса Планка, Тамперский и Габургский университеты.
В 1992 года Метспалу был назначен в совет по вопросам биотехнологий Тартуского университета и стал главой лаборатории генных технологий Эстонского биоцентра. В 1993 году он провёл три месяца в Институте экспериментальной иммунологии имени Х. Петте Гамбургского университета, а с 1993 до 1994 год он был приглашённым профессором молекулярной и человеческой генетики вместе с К. Томасом Каски на медицинском факультете колледжа Бейлор. С 1996 до 1997 года он снова работал председателем центра молекулярной диагностики клиники Тартуского университета. В 1999 году он стал основателем и председателем компании Asper Biotech в Тарту. В течение этого периода он посещал Международное агентство по исследованию рака (1999—2000) и стал основателем и главным научным инспектором EGeen International Inc. (Фостер-Сити, Калифорния, 2002—2004). С 2007 года он работал директором Эстонского центра генома в Тартуском университете.